# Piz Morteratsch
De Piz Morteratsch is een bergtop in het Berninamassief in het kanton Graubünden met een hoogte van 3751 meter.
De berg wordt omgeven door gletsjers; de Morteratschgletsjer in het oosten, de Tschiervagletsjer in het zuidwesten en een aantal kleinere gletsjers, zoals de Vadrettin da Tschierva, de Vadret Boval Dadains en de Vadret Prievlus in het westen en noorden.
De Piz Morteratsch is de op een na hoogste top in een van noord naar zuid lopende bergrug met daarin de Piz Chalchagn (3154 m), de Piz Mandra (3091 m), de Piz Misaun (3250 m) en de Piz Boval (3353 m) ten noorden van de berg en de Piz Prievlus (3610 m) en de Piz Bernina (4048 m) ten zuiden van de top van de Morteratsch. Ten noordwesten bevindt zich de Piz Tschierva (3546 m).
Vanuit Pontresina kan de Piz Morteratsch het eenvoudigste beklommen worden door via het Rosegdal naar de Tschiervahut te gaan en vanuit daar over de Vadret da Tschierva (Tschiervagletsjer), de Fuorcla da Boval en de noordgraat naar de top te klimmen. Het uitzicht vanaf de top wordt veel geroemd en biedt een fraai uitzicht op de noordgraat van de Piz Bernina, de Biancograat.
De berg werd voor het eerst beklommen op 11 september 1858 door C. Brügger, P. Gensler, Karl Emmermann en Angelo Klaingutti.